# توم سيرمانيز
توم سيرمانيز (بالإنجليزية: Tom Sermanni) (1 يوليو 1954 بغلاسكو في المملكة المتحدة - ) هو مدرب كرة قدم ولاعب كرة قدم بريطاني في مركز الوسط. لعب مع دونفرملين أثلتيك وكانبيرا أفسي وماركوني ستاليونز ونادي بلاكبول ونادي كانبيرا سيتي ونادي توركي يونايتد ونادي ألبيون روفرز وكرايستشرش يونايتد.

## وصلات خارجية
- توم سيرمانيز على موقع الاتحاد الدولي (مؤرشف)  (الإنجليزية)
- توم سيرمانيز على موقع الاتحاد الأوربي (الإنجليزية)
- توم سيرمانيز على موقع قاعدة بيانات كرة القدم.إي يو (الإنجليزية)
- توم سيرمانيز على موقع عالم كرة القدم.نت (الإنجليزية)
- توم سيرمانيز على موقع أوليمبيديا (الإنجليزية)